# Carl Oscar Boije af Gennäs
Carl Oscar Boije af Gennäs (* 7. Juli 1849; † 1923) war ein schwedischer Sammler von Gitarrennoten.

## Leben
Er stammte aus dem schwedischen Freiherrengeschlecht der Boije af Gennäs und arbeitete als Zivilingenieur und Beamter der Lebensversicherungsgesellschaft Victoria in Stockholm.
Boije af Gennäs war Amateurgitarrist und komponierte auch vereinzelt. So wurde in Heft 8 der Mitteilungen der Augsburger Freien Vereinigung zur Förderung guter Guitaremusik eine Otto Hammerer gewidmete Marcia funebre von Boije af Gennäs veröffentlicht.
Bedeutung erlangte Boije af Gennäs aber durch seine Sammlung von Notenausgaben der Gitarrenmusik vornehmlich des 19. Jahrhunderts. Die Sammlung umfasst rund 1000 Dokumente, unter anderem Notenausgaben von Dionisio Aguado, Matteo Carcassi, Ferdinando Carulli, Mauro Giuliani, Luigi Rinaldo Legnani und Fernando Sor. Neben Drucken enthält die Sammlung auch Autographen des österreichischen Komponisten Johann Kaspar Mertz, die dessen Witwe nach seinem Tod an Boije af Gennäs veräußerte.
Die Sammlung kam 1924 als Nachlass an die Statens Musikbibliotek (früher Kungiga Musikaliska Akademiens Biblioteket) in Stockholm. Sie wurde dort vollständig digitalisiert, die Digitalisate stehen online als Boijes Samling zur Verfügung. Boijes Samling bietet damit, neben der Rischel & Birket-Smith Collection (RBS) in der Dänischen Königlichen Bibliothek in Kopenhagen, eine der größten online verfügbaren Sammlungen von Digitalisaten früher Notenausgaben der Gitarrenmusik.